# Негативное пространство
Негативное пространство в искусстве — пространство между или вокруг объекта / объектов рисунка. Негативное пространство может быть наиболее заметным, когда пространство вокруг объекта, но не сам объект, формирует соответствующие художественные формы, и такое пространство, как главный объект, иногда используется для художественного эффекта. Использование негативного пространства является ключевым элементом художественной композиции. Японское слово «ma» иногда используется для этой концепции, например, в садовом дизайне.
В двухцветном, чёрно-белом, рисунке предмет, как правило, показан чёрным цветом, а пространство вокруг остаётся незакрашенным (белым), тем самым формируя силуэт предмета. Однако при изменении цветов таким образом, что пространство вокруг объекта будет зарисовано чёрным, а сам объект останется незакрашенным (белым), получится негативное пространство, сформированное очертанием вокруг объекта.

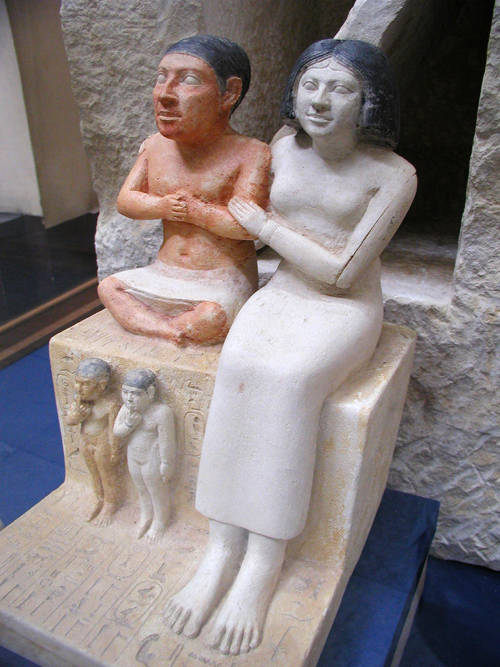
Скульптура Сенеба и его семьи, IV династия (XXVI век до н.э.)

К эффекту негативного пространства прибегали древние египтяне, как это прослеживается в скульптурной композиции чиновника Сенеба и его семьи (в коллекции Египетского музея Каира: зал 32, JE 51280). Разместив детей параллельно ногам женщины Сенетитес, художник добавил симметрии и создал впечатление пропорциональности сидящей фигуры карлика Сенеба, не скрывая настоящего его телосложения.
Элементы рисунка, отвлекающие от главного рисунка, или, в случае с фотографией, объекты в той же фокальной плоскости не считаются негативным пространством. Негативное пространство может быть использовано, чтобы изобразить предмет в избранной среде, показывая всё вокруг предмета, но не сам предмет. Использование негативного пространства создаёт силуэт предмета.
Использование в композиции одинаковых негативных пространств, равно как и положительных, принимается многими специалистами[какими?] за хороший дизайн. Этот основной принцип дизайна, который часто пересматривается, даёт глазам «время для отдыха», увеличивая привлекательность изображения с помощью новых видений.
Термин также используется музыкантами для обозначения тишины в произведении.
Один из инструментов, который используется преподавателями по искусству при изучении положительного и отрицательного пространства, стал известен из книги профессора Бетти Эдвардс «Рисование правой частью мозга». В упражнении студенты переносили изображение с фотографии или рисунка, размещённого вверх тормашками. Так как изображение перевёрнуто, студенты не могли опознать предмет на рисунке. Поэтому они были способны уделить одинаковое количество внимания как положительному, так и негативному пространству. Результатом этого упражнения стал значительно более детальный рисунок.